# Eroge

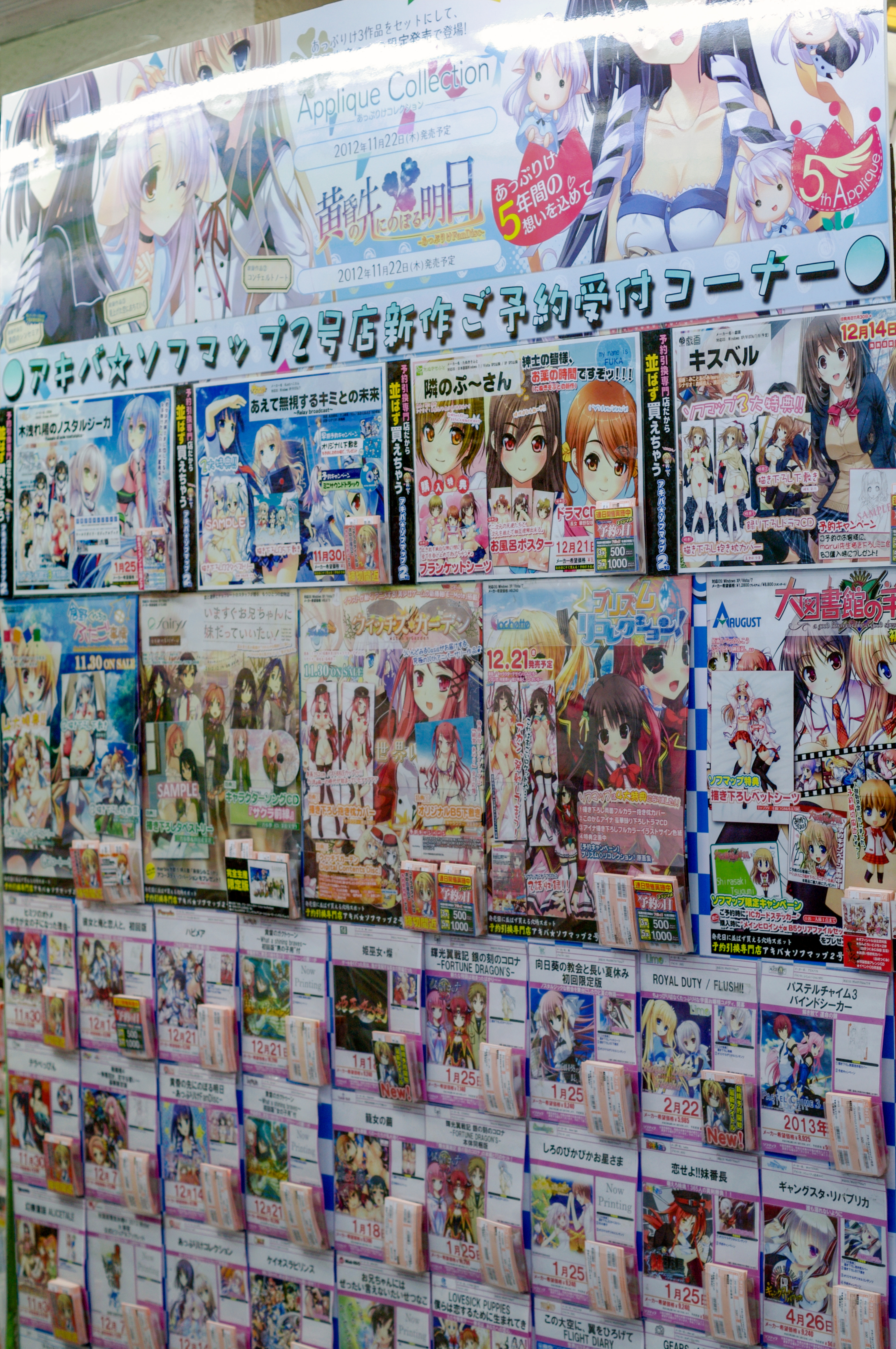
Espositore ad Akihabara

Un eroge (エロゲ?, eroge o エロゲー?, erogē, contrazione di エロチックゲーム?, erochikku gēmu, dall'inglese erotic game, "gioco erotico"), noto anche come H-game (hentai-game), è un tipo di videogioco giapponese per computer contenente scene pornografiche o erotiche.
Da non confondere col galge (contrazione di ギャルゲーム?, gyaru gēmu, dall'inglese gal game) o bishōjo game, il quale, sebbene simuli l'interazione di potenziali coppie, a differenza dell'eroge, non è caratterizzato da un contenuto ritenuto pornografico o eminentemente erotico.
Un sottogenere dell'eroge è il nukige (抜きゲー?, nukigē), dove il contenuto erotico è il fulcro del gioco, mentre altre caratteristiche come la trama sono solo un espediente secondario per mostrare le scene di sesso.

## Storia
Gli eroge hanno la loro origine nei primi anni '80. All'epoca la grafica dei videogiochi era ancora molto lontana dall'essere realistica, ma dal punto di vista dell'intrattenimento erotico il realismo fotografico aveva meno importanza in Giappone, dove anche l'erotismo è molto legato alla cultura manga e anime (fumetti e disegni animati).
Il primo gioco commerciale erotico per computer con immagini sessualmente esplicite, Night Life, è stato distribuito dalla Koei per PC-88 nel 1982. Un altro gioco contemporaneo è Yakyuken della Hudson Soft per Sharp MZ-700, dove si gioca una variante della morra cinese per spogliare una donna disegnata con caratteri semigrafici.
Danchi Tsuma no Yuwaku ("tentazione per casalinga") del 1983, sempre della Koei, fu il primo a introdurre elementi di avventura, esplorazione e ruolo. Si presentava come porno, ma non ha più scene di sesso esplicito di quante ne abbia Leisure Suit Larry. Il giocatore controlla un venditore porta a porta che cerca di sedurre le sue clienti, ma affronta anche meccaniche non erotiche come gestione di oggetti e combattimenti. Danchi Tsuma no Yuwaku diede una spinta importante al genere e uscì per più o meno tutti i computer giapponesi (FM-7, PC-88, PC-98, Sharp X1, MSX).
Gli eroge furono determinanti anche per la definizione del genere delle visual novel, molto diffuso soprattutto in Giappone, sebbene non necessariamente erotico.
Il sottogenere dei nukige, che come già detto è incentrato sul sesso esplicito dando poco peso al contorno, ebbe uno dei primi titoli di rilievo con Hacchake Ayayo-san (anche Ayayo's After Five in inglese) del 1989. Qui la studentessa e commessa part-time Ayayo ha avventure con il datore di lavoro e i clienti. In Ayayo la figura femminile si delinea come un elemento passivo e sottomesso, stile che verrà appresentato da un intero filone. Ad esempio in Dragon City del 1991 l'eroe si ritrova in un mondo dove le donne devono soddisfare i desideri degli uomini.
Dal punto di vista del gameplay, mentre gli eroge spazianorono su vari generi, come ad esempio in Dragon Knight II del 1990 che è un dungeon crawler, i nukige restano quasi sempre legati al formato delle visual novel, essendo incentrati sulle immagini spinte e spesso sulla perversione della storia.
La cultura giapponese, inclusi anime e manga, consente facilmente di toccare argomenti piuttosto controversi, e ciò si estese presto anche agli eroge. Un caso precoce e notevole è Saori -Bishoujo-tachi no Yakata- del 1991, nukige molto spinto che arriva a rappresentare sottomissione, violenza, incesto, rapimenti e orge in ambientazioni scolastiche e istituzionali, tematiche che ancora oggi in Occidente susciterebbero problemi.
In Giappone, fino a fine anni '80, le misure previste dalla censura erano limitate alla classificazione e vendita riservata ai maggiorenni, e all'eventuale oscuramento dei genitali tramite sfocatura, ossia in genere sgranatura dei pixel. Per il resto, eventi e temi affrontati erano liberi in tutti i tipi di opere compresi i videogiochi.
Tuttavia alcuni fatti di cronaca iniziarono a sollevare controversie anche in Giappone, come nel 1989 l'arresto dell'assassino seriale Tsutomu Miyazaki che risultò anche lettore di manga lolicon, o nel 1991 un ragazzino che rubò una copia di Saori con conseguente aumento dei controlli di polizia. Anche per gli eroge si arrivò in varie prefetture del Giappone al ritiro di titoli dalla vendita.
A scopo preventivo le maggiori case produttrici giapponesi di eroge e bishōjo formarono il consorzio Computer Software Rinri Kikō (lett. "Organizzazione etica del software per computer"), abbreviato in EOCS o in Sofu-rin, che contribuì a definire delle linee guida per il settore, che in seguito ha prosperato senza particolari problemi..
A differenza dell'Occidente, dove i giochi erotici sono stati poco trattati e relegati perlopiù a produttori minori fino agli anni 2000, in Giappone i titoli eroge erano di primo piano al pari degli altri. Oltre alle già citate Hudson Soft e Koei, se ne occuparono altre grandi produttrici come la Enix, per la quale lavorò anche il noto autore Yūji Horii che esordì proprio con gli eroge. Nel 1985 Horii sviluppò Karuizawa Yūkai Annai per Enix, un eroge di ruolo con mappa ispirata a Ultima; poi ne riprese elementi di gameplay per creare la nota serie non erotica Dragon Quest.
In Occidente non mancavano appassionati otaku potenzialmente interessati agli eroge, ma questi erano destinati solo al mercato nazionale. La lingua giapponese li rendeva spesso inutilizzabili agli occidentali e i produttori inizialmente non erano interessati a convertirli e localizzarli, a fronte dei possibili problemi di censura.
Questa mossa rischiosa fu infine intrapresa per prima dalla Jast USA, fondata nel 1996, che si dedicò a 
importare e tradurre in inglese molti eroge e bishōjo per computer DOS/Windows, come Season of the Sakura (1996).
In seguito i giochi eroge sono divenuti comuni nel mondo, con numerosi titoli in uscita ogni anno, e tradotti in molte lingue, sebbene con legalità più limitata in certi Stati. La qualità grafica e l'interazione hanno avuto gli ovvi progressi, arrivando anche all'uso di moderne tecnologie come il visore VR.

## Modalità di gioco
Un gioco eroge non è definibile dal gameplay, ma dalla presenza rilevante o meno di contenuto erotico. Si tratta di un qualsiasi videogioco erotico o pornografico in stile giapponese. Le meccaniche di gioco, fin dai primi titoli, possono spaziare su vari generi come avventura e ruolo.
Esistono tuttavia caratteristiche comuni a tanti titoli eroge, come per esempio la lettura di testi e dialoghi e varie opzioni di scelta durante il gioco. Un eroge appartiene spesso al genere della visual novel, specialmente quando è un nukige, con varie scelte possibili proposte al giocatore man mano che procede, in modo da avvicinarsi sempre più a una certa ragazza. Similmente quindi a un gioco bishōjo, ma con la differenza che il personaggio protagonista giunge a intrattenere uno o più rapporti sessuali con le ragazze della storia. Vi potrebbe essere una ragazza specifica con cui il personaggio è destinato ad avere un rapporto intimo prima della conclusione, sempre che abbia scelto le giuste opzioni. Questo finale è una forma di ricompensa per aver completato il gioco. 

## BL game
BL-game (o Boys' Love), anche conosciuti come yaoi game, si riferiscono solitamente a eroge orientati verso coppie di protagonisti omosessuali maschi, il cui mercato più importante tuttavia è quello femminile, come d'altronde i manga yaoi. Oltre a questi, anche molti giochi otome (rivolti a giocatrici) hanno un contenuto omoerotico (yuri). Al contrario, i giochi espressamente creati per un pubblico gay vengono indicati col nome di bara.
Uno dei più famosi giochi BL è Enzai, il primo esportato ufficialmente negli USA.

## Lista di eroge
Elenco parziale e indicativo di giochi classificati per adulti.
- Bless ~Close Your Eyes, Open Your Mind~
- 21: Two One
- Discipline: The Record of a Crusade
- Fate/stay night
- Fate/hollow ataraxia
- Kara no Shoujo
- Katawa Shoujo
- Saya no uta
- School Days
- SchoolMate
- True Love ~Jun'ai Monogatari~
- Tsukihime
- Yuusha kara wa nigerarenai!

### BL
- Angel's Feather
- DRAMAtical Murder
- Enzai
- Kichiku Megane
- Lamento: Beyond The Void
- STEAL!
- Sweet Pool
- Togainu no Chi

### Otome
- Diabolik Lovers
- Kamigami no Asobi
- Shall we date?: Guilty Alice

### Nukige
- Artificial Girl 2
- Boin
- Kana Kara -Shizukana Kanojo Kara no Muriyari Gouin na H Kankei-
- Oppai Slider 2
- RapeLay
- Resort Boin
- Virgin Roster
- Todoroke Seiki no Daihatsumei Ai to Okori to Kanashimi no Himitsu Kessha Dai Ni Kagakubu
- Zettai Saikyou ☆ Oppai Sensou!! ~Kyonyuu Oukoku vs Hinnyuu Oukoku~